# Polemika
Polemika - publiczna debata bądź spór na ważne tematy.  Także utwór lub tekst, w którym autor przeciwstawia się opinii wyrażonej wcześniej na dany temat. W języku potocznym oznacza również dyskusję na tematy sporne dla stron dyskusji. 
Wyraz ten wywodzi się od starogreckiego słowa πολεμικός (wojowniczy, wrogi), a ten z kolei od słowa πόλεμος (wojna).